# Істин Микола Миколайович
Микола Миколайович Істин (при народженні Дідошак, нар.19 грудня 1972, с. Новиця, Івано-Франківська обл.) — український поет, прозаїк, есеїст. Живе і працює в Івано-Франківську. Автор книг: «Некстмодернізм постМАЙДАНівського паралельноАТОвського періоду» (видавництво «Час Змін Інформ», 2018 рік), «Всесвіти  душевтілених слів» ( видавництво «Терен», 2019 рік), «Еволюція поезії» (друкарня-видавництво «Фоліант», 2023 р.), самвидавчих книг: «Космос душі» (в різних форматах і перевиданнях 2004–2011 років), «Поет Планети Наступного Слова» (2012), «Літературне відкриття» (2013), «Поезія некстмодернізму», (2014). 
Ініціатор створення літоб’єднання «Планета Наступного Слова», і організатор літературних заходів у Івано-Франківську.
В 2014 році опублікував в різноманітних інтернет-виданнях низку статей, есеїв, віршів, які відносить до нового напрямку в українській літературі — «некстмодернізму».

## Біографія
Микола Істин 1972 р.н. — поет, есеїст. Дебютував в 2000 році в мистецькому альманасі «Нащадки Митуси» («Дністрова хвиля», м. Галич). Друкувався в колективному збірнику «Привітання життя» («Каменяр», м. Львів), в газетах «Скелі Довбуша», «Світ молоді», «Дзвони Підгір'я», «Анонс-контракт». В 2002 році твори поета відзначені на Івано-Франківському літературному конкурсі «Обережно, щойно пофарбовано». В 2003 році друкувався в журналах «Перевал», «Дзвін», «Літературний Чернігів», «Дивосвіт».
За період з 2003 по 2011 р. Розповсюдив в літературному середовищі ряд своїх самвидавчих та рукописних збірок поезії і есеїстики: «Космос душі», «З галактик космосу душі», та інші, В 2011 році ініціював створення літературного об'єднання «Планета Наступного Слова» (ПНС). Організатор презентацій та різноманітних літературних заходів «Планети Наступного Слова» в Івано-Франківську (зокрема: презентація в книгарні «Є», та в арт-кафе «Мармуляда», проект «Міст між століттями», літературний конкурс «Народний поет» (арт-кафе «Хрущ на Вежі»), відкриті читання «Літературна весна», поетичний вечір «Літературні відкриття» (фортечна галерея «Бастіон»). Співорганізатор літературних вечорів присв'ячених всесвітньому Дню поезії, та 350-річчю Івано-Франківска, що відбулися в обласній «Просвіті», та інших заходів проведених спільно з Олександром Букатюком. Разом з іншими учасниками літоб'єднання ПНС друкувався в газеті «Відкрий очі», в журналі «Перевал». Розповсюдив самвидавчу збірку своїх творів «Поет Планети Наступного Слова» (де, також вміщена інформація про діяльність ПНС). Написав один із маніфестів ПНС (Маяковий). (Більше інформації про ПНС («Планета Некст Логос») — відео з теленовин «24-ий канал», ОТБ «Галичина», статті: в журналі «Тиждень» (вересень 2011 р.), та в газетах: «Репортер», «Галицька Просвіта», (та інш.) викладено в інтернеті).
Оприлюднював свої твори в ефірі ТРК «Вежа», і «RAI» (м. Івано-Франківськ).
В 2012 році друкував вірші та літературно-публіцистичні статті на тему розвитку літератури в газеті «Знак питання».
Автор рукописної книги-чорновика «Лабораторія космосу душі», багато творів з якої оприлюднено.
Твори та відеоматеріали творчості Миколи Істина розміщені в інтернеті.
Публікації в 2013 році: в журналі «Золота Пектораль», «Пороги»(Чехія), в різноманітних інтернет-виданнях.
Брав участь в перформансах «Світло широко заплющеними очима», «В анфас».
Видав самвидавчу збірку поезії та есеїстики «Літературне відкриття» (яку презентовано на літературному вечорі «Перезавантаження», в книгарні «Є» м. Івано-Франківськ, 8 жовтня 2013 р.). «Літературне відкриття» розміщено в електронній бібліотеці «Чтиво» (також поезії і есеї представлено в електронних бібліотеках: «Український центр», «Буквоїд», та на різних літературних сайтах). В 2014 році на Форумі видавців, у Львові, презентував самвидавчу збірку «Поезія некстмодернізму».
Організував літературний захід «Нова поезія на Планеті Некст Логос» (Обл. бібліотека ім. І. Франка, 26 листопада 2013 р.). В 2015 році організував літературний захід «Чернівці часу некстмодерну» «Literatur Cafe» м. Чернівці.
На початку 2014 року, написав, і опублікував в інтернет-виданнях статті: «Що таке некстмодернізм», «Відчинені двері некстмодернізму», «Презентую некстмодернізм», та інші, в яких сформулював своє бачення цього літературного напрямку.
Друкувався в газеті «Свобода» (США), в журналах «Juramax» (Відень), «Лава», «ЛітераТ», в альманасі «Ан-Т-Р-Акт», в альманасі вільної поезії «Діапозитив», в «Антології сучасної української літератури»
Нагороджений дипломом фіналіста міжнародної літературної премії імені Олеся Ульяненка , за повість з поезіями «Повстання некстмодернізму» (2015 рік). В 2016 році став лауреатом і дипломантом кількох літературних конкурсів: Всеукраїнського літературного конкурсу імені Леся Мартовича, Всеукраїнського літературного конкурсу «Відродження Дніпра», обласного Івано-франківського конкурсу «Перший рукопис», нагороджений спеціальною відзнакою Всеукраїнського конкурсу прози «Крилатий лев» за підсумками якого ввійшов в десятку кращих молодих українських прозаїків.
В 2017 році став лауреатом міжнародного літературного конкурсу «Смарагдовий Дюк» імені де Рішельє, в номінації «Поезія». В 2022 році став переможцем Всеукраїнського літературного конкурсу «Раби – це нація котра немає Слова» (присвяченому Дню української писемності та мови), в номінації «Проза».  Лауреат шостого Всеукраїнського літературного конкурсу імені Григора Тютюнника в  номінаціях «Поезія» і «Проза».
Публікувався в журналі «Дзвін» (№3), в альманасі «Сфери читання» Всеукраїнського фестивалю поезії «Ан-Т-Р-Акт», у Всеукраїнській літературно-художній газеті «Гарний настрій», в антології творів про Івано-Франківськ «Літ.Ліхтар.ІФ», в альманасі «Євшан», в інтернеті… Взяв участь в поетичному фестивалі «Коломия. Живе слово: Світовид».
В 2018 році у видавництві "Час Змін Інформ" побачила світ книга віршів автора під назвою «Некстмодернізм постМАЙДАНівського паралельноАТОвського періоду». Рецензії на книгу вийшли в газетах «Культура і життя», «Українська літературна газета», на літературних сайтах «Буквоїд», «Золота Пектораль».
Друкувався в журналах «Дніпро», «Німчич», «Золота Пектораль», «Вежа», «Мандрівник», «Олександрійський маяк», «Сівач», 
в газетах «Літературна Україна», «Українська літературна газета», «Гарний настрій», в літературних виданнях «Простір крізь час», «Грім», «Пошепки», «Поетична топоніміка України».
Нагороджений дипломом на Всеукраїнському літературному конкурсі імені Леся Мартовича.
Живе в Івано-Франківську.
В 2019 році у видавництві  «Терен» видав збірку віршів «Всесвіти  душевтілених слів».
Вибрані твори перекладені французькою, німецькою, і англійською мовою, та опубліковані в літературних журналах «Comme en poésie», «Poétistme» («L'isthmographe»), «La page blanche», «Fragile», в збірнику кращих творів конкурсу поезії «Lyrikwettbewerb 2019» «Unter einem Apfelbaum liegen», та інших…
Добірка віршів під назвою «Еволюція літератури»  надрукована  в газеті «Літературна Україна» (№38 (5771)).
Новела «Вербальний космос» опублікована на сайті «Літературної України», в «Дебют-газеті», в журналі «Німчич», «Літературний Чернігів».
В 2021 році на вебпорталі «Буквоїд», інтернет-платформі «UA Модна», в інтернет-альманасі «Порт-фоліо» (№284), в газеті «Гарний настрій», №1 (112), ввів в ужиток поняття «Поетичноцентричність», як акцентовано-віршованого шляху розвитку, та поетизації світу, де роль і значення літератури не обмежується загальновідомими характеристиками, а безмежно більша... Поетичноцентричність –  поетизація центричності, при якій центричність набуває якостей поетичності з її художньою і філософською складовою.

## «Планета наступного слова»
Літературне об'єднання «Планета Наступного Слова» (ПНС) (початкова назва «Планета некст логос») сформувалось в 2011 р. Ініціатор створення Микола Істин. Презентація літоб'єднання відбулась 27 вересня 2011 р. в книгарні «Є» в м. Івано-Франківську.
Початковий склад: Микола Істин, Олександр Букатюк, Олександр Гомонай, Ольга Годзюр. Згодом до літоб'єднання долучився Андрій Волик.
2011–2013 р. ПНС провела різноманітні літературні заходи (презентації, літературні читання, конкурси, відеопроекти)
Спільні публікації членів ПНС в газеті «Відкрий очі» в журналі «Перевал», в газеті «Знак питання»
У відкритих літературних читаннях брали участь багато молодих письменників.
В 2013 році склад літоб'єднання змінився. До оновленого складу увійшли: Микола Істин, Святослав Раковецький, Ірина Баковецька, Галина Іванус, Мирослава Бойчук.

## Некстмодернізм
Некстмодернізм це ідеї наступних світоглядів, і світобудов, висловлені Миколою Істином в віршах, есеях, статтях.
Прояви некстмодернізму присутні в окремих творах деяких членів літоб'єднання «Планета Наступного Слова».
Як літературно-мистецький напрям необмежений визначеним колом учасників. Ідеї некстмодернізму може вільно розвивати в своїй творчості кожен.

## Твори
- «Поезія некстмодернізму»
- «Літературне відкриття»
- «Повстання некстмодернізму»
- Поезія. Есеїстика.
- Некстмодерна поезія